# Contea di Yuanyang
La contea di Yuanyang (原阳县S, Yuányáng XiànP) è una contea della Cina, situata nella provincia di Henan e amministrata dalla prefettura di Xinxiang.